# Турри
Турри (итал. Turri) — коммуна в Италии, располагается в регионе Сардиния, в провинции Южная Сардиния.
Население составляет 533 человека (2008 г.), плотность населения составляет 55 чел./км². Занимает площадь 10 км². Почтовый индекс — 9020. Телефонный код — 0783.
Покровителем коммуны почитается святой Себастьян, празднование 20 января.

## Демография
Динамика населения:

## Администрация коммуны
- Официальный сайт: https://web.archive.org/web/20100127063305/http://www.comune.turri.ca.it/